# Корзун, Сергей Львович
Серге́й Льво́вич Ко́рзун (род. 14 февраля 1956, Москва, РСФСР, СССР) — российский журналист, радио- и телеведущий, медиаменеджер, продюсер. Основатель и первый главный редактор радиостанции «Эхо Москвы» (1990—1996), создатель и ведущий многих радио- и телепередач, профессор Департамента медиа Факультета коммуникаций, медиа и дизайна Высшей школы экономики (2015—2023).

## Биография
С 1963 по 1969 год учился в 24-й московской спецшколе с изучением ряда предметов на французском языке в Лефортово. С 1969 по 1973 год — в 68-й школе с углублённым изучением французского языка (ныне № 1248), в районе Давыдково. В 1978 году окончил факультет французского языка МГПИИЯ им. М.Тореза. Неоднократно был «бойцом» студенческих строительных отрядов.

## Карьера
С 1978 по 1990 год работал диктором, затем ведущим программ на Иновещании Гостелерадио СССР (французская редакция). В 1987 году снялся в первом телевизионном спектакле из цикла «Игра в детектив» в роли комментатора телеканала «Антенн 12».
В августе 1990 года основал и возглавил радиостанцию «Эхо Москвы». В феврале 1996 года подал в отставку со своего поста и до мая 2015 года сотрудничал со станцией в качестве ведущего ряда программ, в том числе «Особое мнение» и авторской — «Без дураков», которые одновременно выходили в эфире «Эха» и телеканала RTVi.
В 1996 году Корзун некоторое время вёл публицистическую программу ATV «Иванов. Петров. Сидоров» на телеканале РТР. В августе того же года в рамках сотрудничества с телекомпанией «REN-TV» создал на «REN-TV-7» авторскую программу «Дело», которая рассказывала о главных экономических событиях недели.
С 15 сентября 1997 года — ведущий ежедневной публицистической программы «За и против» на телеканале «REN-TV-7».
С июля по декабрь 1998 года пребывал в должности главного редактора информационной Службы новостей телекомпании «REN-TV».
В июле 1999 года стал вице-президентом ОАО «ТВ Центр» по информационному и общественно-политическому вещанию. Однако в октябре того же года, после того как Председатель Совета директоров канала С. В. Ястржембский отменил подписанный Корзуном приказ об отстранении ведущего программы «Лицом к людям» Павла Горелова от эфира, Корзун в знак несогласия с этим решением подал в отставку.
8 ноября 1999 года был назначен генеральным продюсером радиостанции «Эхо Москвы».
23 июня 2001 года собрание акционеров избрало Сергея Корзуна как представителя журналистского коллектива в состав Совета директоров ЗАО «Радиостанция „Эхо Москвы“».
В 2002—2003 годах — главный редактор радиостанции «Новости on line 88.7 FM». Информационную службу радиостанции возглавил Мурат Куриев, который ранее работал на НТВ.
В 2003—2004 годах — автор и ведущий интернет-проекта ATV — PolitX (выходил на канале «ТВ Центр»).
В 2004—2005 годах — шеф-корреспондент московского бюро Радио «Свобода», ведущий программы «Тайны разведки» на телеканале НТВ.
Автор ряда фильмов для документального цикла «Громкое дело» на REN-TV («Отто Скорцени», «Тайна гибели Святослава Фёдорова» и др.).
В 2007—2009 годах — генеральный продюсер радиостанции Business FM.
В 2009—2010 годах — главный редактор вещания на Европу и Латинскую Америку «Голоса России».
С февраля 2010 года — генеральный продюсер УК «Объединённые медиа».
В 2012—2014 годах — главный редактор ЗАО «Сетевизор Медиа».
Почётный академик Российской Академии Радио, один из учредителей Московской хартии журналистов.
В мае 2015 года заявил об увольнении с «Эха Москвы». Решение уйти было вызвано оскорбительными репликами помощника главреда Леси Рябцевой в её блоге на сайте «Эха Москвы» об оппозиции и сотрудниках радиостанции, на которые шеф редакции Алексей Венедиктов никак не отреагировал. Молчание, полагал Корзун, свидетельствало о согласии Венедиктова с уничижительными эпитетами. Таким образом станция сегодня[когда?] «предает свою базовую целевую аудиторию» во имя «поддержания рейтинга в ущерб базовым ценностям». «Того „Эха“, которое мы начинали в 1990-м, не стало. Организм ещё работает, но „смерть мозга“ уже наступила», — констатировал С. Корзун. По данным рейтинга, составленного компанией «Медиалогия», увольнение Корзуна стало «самым заметным событием в медиаотрасли в мае 2015 года».
Первый концептуальный уход с «Эха Москвы» в 2002 году Сергей Корзун объяснил авторитарностью руководителя радиостанции Алексея Венедиктова.
Профессиональная позиция С. Корзуна, его суждения о задачах журналистики, о цензуре, пацифизме и ключевых эпизодах истории «Эха» изложены в интервью изданию «Slon.ru»:
Журналистика всё же — обоюдоострый процесс. Можно стоять на стороне читателя, зрителя, слушателя, а можно — на стороне достаточно узких группировок...
Журналистика делится на несвободную и свободную. Позвольте мне этот термин, под которым я подразумеваю ту, что работает для аудитории...
А есть журналистика пропагандистская, преследующая цели определённой группы лиц, будь то государство, олигархи или любые группы интересов. По телевизионной журналистике это заметно... И хотя есть ощущение, что в нашей молодости делали пропаганду тоньше, лучше, но всё же сюжеты программы «Время» на канале «Ностальгия» показывают, насколько они были заказные, пропагандистские.
Конечно, сейчас пропаганда стала тоньше, но иногда использует всё те же топорные способы: умолчание о событии, односторонний подход. Эта заказная журналистика — большая беда.
С мая 2014 по сентябрь 2015 года в качестве ведущего программ и интервьюера сотрудничал с J’son & Partners Consulting. В 2015 году — с французской новостной радиостанцией RFI (РФИ), где вёл еженедельную передачу «Итоги недели с Сергеем Корзуном».
С 2015 по 2023 год — профессор Департамента медиа Факультета коммуникаций, медиа и дизайна Высшей школы экономики, преподавал там такие курсы, как «Базовые инструменты журналистики», «Мастерство интервью», «Лонгрид: теория и практика», «Современные радиоформаты», «Аудиоподкастинг» и другие.

## Литературное творчество
В 1999 году издательства «АСТ» и «Захаров» совместно выпустили детектив Сергея Корзуна «Видал я тебя!..».

## Семья
Отец, Лев Игнатьевич (1925—2021), — профессиональный военный, кандидат военных наук, журналист. Участник Великой Отечественной войны: в армию ушёл добровольцем после окончания средней школы в 1942 году. Участвовал в Курской битве. Был тяжело ранен в бою за освобождение Севска. После войны окончил командный факультет Военной академии бронетанковых войск и адъюнктуру этой же академии. В отставку вышел генерал-майором.
Мать, Нина Ивановна, — выпускница МАИ, инженер, работала в Национальном институте авиационных технологий.
Сестра, Ирина Львовна, окончила МГПИИЯ им. М.Тореза.
Женат. Имеет троих сыновей — Ивана, Никиту, Александра — и дочь Ксению.

## Награды и премии
- Медаль ордена «За заслуги перед Отечеством» II степени (3 декабря 1999 года) — за заслуги в области культуры и в связи с 75-летием радиовещания в России[29].
- Лауреат премии «Радиомания 2007» в номинации «Радиолегенда»[30].